# 5. veljače
5. veljače (5. 2.) 36. je dan godine po gregorijanskom kalendaru.
Do kraja godine ima još 329 dana (330 u prijestupnoj godini).

## Događaji
- 1900. – Ruska carska vlada opozicijskim je studentima odredila prisilnu obvezu služenja u vojsci.
- 1917. – Meksiko postao federativna republika, sastavljena od 29 država
- 1917. – Belgiji priznato osvajanje Konga
- 1939. – U Kraljevini Jugoslaviji pala vlada Milana Stojadinovića
- 1958. – Gamel Abdel Nasser izabran za prvog predsjednika Ujedinjene Arapske Republike (kasniji Egipat)
- 1971. – Apollo 14 sletio na Mjesec
- 1983. – zatvoren šef Gestapa Klaus Barbie, tzv. Krvnik iz Lyona
- 2004. – Janet Jackson pokazala dojku tijekom nastupa u poluvremenu Super Bowla

| - 1525. – Juraj II. Drašković, hrvatski ban i zagrebački biskup († 1587.) - 1715. – Baltazar Adam Krčalić, hrvatski povjesničar, teolog i pravnik († 1778.) - 1840. – John Boyd Dunlop, škotski izumitelj i veterinar († 1921.) - 1864. – Jagoda Truhelka, hrvatska književnica († 1957.) - 1878. – André-Gustave Citroën, francuski tvorničar († 1935.) - 1887. – Albert Paris Gutersloh, austrijski književnik († 1973.) - 1914. – Alan Lloyd Hodgkin, britanski fiziolog i nobelovac († 1998.) - 1915. – Robert Hofstadter, američki fizičar († 1990.) - 1930. – Mihail Ostrovidov, hrvatski novinar ruskog porijekla - 1943. – Michael Mann, američki filmski redatelj, scenarist i producent - 1964. – Duff McKagan, američki glazbenik i bassist - 1965. – Gheorghe Hagi, rumunjski nogometaš i trener - 1966. – Rok Petrovič, slovenski alpski skijaš († 1993.) - 1969. – Laura Linney, američka filmska glumica - 1972. – Tvrtko Jurić, hrvatski glumac - 1977. – Ben Ainslie, britanski jedriličar - 1984. – Carlos Tévez, argentinski nogometaš - 1985. – Cristiano Ronaldo, portugalski nogometaš - 1986. – Vedran Ćorluka, hrvatski nogometaš - 1988. – Natalie Geisenberger, njemačka sanjkašica - 1992. – Neymar, brazilski nogometaš - 2001. – Duje Ajduković, hrvatski tenisač | - 1705. – Philipp Jacob Spener, utemeljitelj pijetizma (* 1635.) - 1778. – Mikula Gorup, vjerski pisac (* 1713.) - 1807. – Pasquale Paoli, korzikanski borac za neovisnost (* 1725.) - 1818. – Karlo XIII. Švedski, švedski kralj (* 1748.) - 1905. – Andrijica Šimić, hrvatski odmetnik (hajduk) (* 1833.) - 1922. – Eduard Slavoljub Penkala, hrvatski izumitelj i inženjer (* 1871.) - 1927. – Inayat Khan, indijski mistik i duhovni vođa (* 1882.) - 1929. – Ilija Kujundžić, bački svećenik (* 1857.) - 1937. – Lou Andreas-Salomé, rusko-njemačka psihoanalitičarka (* 1861.) - 1941. – Banjo Paterson, australski pjesnik (* 1864.) - 1947. – Hans Fallada, njemački književnik (* 1873.) - 1971. – Mátyás Rákosi, mađarski komunistički vođa (* 1892.) - 1987. – Pavao Tomašić, hrvatski liječnik (* 1899.) - 1991. – Dean Jagger, američki glumac (* 1903.) - 1993. – Joseph L. Mankiewicz, američki scenarist, redatelj i producent († 1909.) - 1999. – Wassily Leontief, američki ekonomist i nobelovac ruskog porijekla (* 1906.) - 2007. – Slavko Mihalić, hrvatski pjesnik i akademik (* 1928.) - 2015. – Val Logsdon Fitch, američki nuklearni fizičar i nobelovac (* 1923.) - 2020. – Kirk Douglas, američki glumac i redatelj (* 1916.) - 2021. – Christopher Plummer, kanadski glumac (* 1929.) |

## Blagdani i spomendani
- Ustavni dan u Meksiku (1917.)
- Sveta Agata

## Imendani
- Agata
- Dobrila
- Modest
- Jagoda
- Silvan